# Live at Hammersmith
Live at Hammersmith uživo je album engleskog hard rock sastava Whitesnake, objavljen 1978. godine. Album je izašao samo za japansko tržište, ipak sve skladbe su ponovno snimljene na internacionalnom dvostrukom vinyl izdanju Live...In the Heart of the City, koje izlazi 1980. godine.

## Popis pjesama
1. "Come on" (David Coverdale, Bernie Marsden)
2. "Might Just Take Your Life" (Coverdale, Ritchie Blackmore, Jon Lord, Ian Paice)
3. "Lie Down" (Coverdale, Micky Moody)
4. "Ain't No Love in the Heart of the City" (Michael Price, Dan Walsh)
5. "Trouble" (Coverdale, Marsden)
6. "Mistreated" (Coverdale, Blackmore)

## Osoblje
- David Coverdale – vokali
- Micky Moody – gitara
- Bernie Marsden – gitara
- Jon Lord – klavijature
- Neil Murray – bas-gitara
- Dave Dowle – bubnjevi